# Bakteriofag
Bakteriofági, ali samo fági (gr. φαγεῖν phagein = žreti), so virusi, ki zajedajo v bakterijah, in so navadno specifični za vrsto ali sev bakterij. Povzročijo lahko lizo bakterije. Temperatni bakteriofag se kot profag vključi v bakterijsko dedno snov in ostane vključen več generacij, dokler se njegova litična aktivnost zaradi kakega dejavnika ne sproži.
Svoj genetski material, ki je lahko v obliki enoverižne RNK, dvojnoverižne RNK ali dvojnoverižne DNK, v krožni ali linearni razporeditvi, vsebujejo zaprtega v zunanjo beljakovinsko ovojnico. 
Bakteriofagi so med najštevilnejšimi in najbolj raznolikimi enotami biosfere. Razširjeni so na območjih, ki jih naseljujejo gostiteljske bakterije, na primer v prsti in živalskem črevesju. Eden od najgosteje naseljenih virov bakteriofagov in drugih virusov je morska voda, v kateri se nahaja tudi do 9×108 virionov na mililiter; okoli 70 % morskih bakterij je po oceni okuženih s fagi. Več kot 90 let se v bivši Sovjetski zvezi in v vzhodni Evropi, pa tudi v Franciji, uporabljajo kot alternativa antibiotikom. Veljajo za opcijo zdravljenja sevov številnih bakterij, ki so večkratno odporni proti antibiotikom.

## Zgradba bakteriofaga
Bakteriofag je tipično sestavljen iz glave (ki vsebuje DNK ali RNK), vratu ter nog. 
Kapsida je sestavljena iz manjših enot - kapsomer, vsaka izmed njih pa je sestavljena iz treh različnih beljakovin. Kapsida sama je toga (v njej ni nobenih sprememb med polnjenjem in praznjenjem) in polprepustna – prepušča manjše ione in molekule vode, večjih molekul pa ne. 
Oblika kapside je ikozaedrična, kar pomeni, da gre za geometrijsko telo, sestavljeno iz 20 ploskev, izmed katerih je vsaka enakostranični trikotnik. Kapsomere na ogljišču so petkotniki, na ploskvah pa šestkotniki ali trikotniki.  Kapside so različno velike, to lastnost pa jim omogoča prav kombinacija pet- in šestkotnikov. V vsaki kapsidi je natanko 12 petkotnikov in poljubno mnogo šestkotnikov ter trikotnikov. Tako dobimo veliko število različnih kapsid, ki niso nujno simetrične. 12 pentamer vnese v kapsido ukrivljenost, število heksamer pa določa končno trirazsežno podobno kapside bakteriofaga.
Poleg ikozaedrične zgradbe pa je kapsida lahko tudi paličasta. Taka kapsida je sestavljena iz šestkotnikov, ki so zviti v obliko valja. Vendar doslej ni znanih bakteriofagov s tako kapsido, primer virusa (ne bakteriofaga) s paličasto kapsido pa je virus tobačnega mozaika.

## Sprostitev DNK v napadeno bakterijo
Do okužbe pride, ko se bakteriofagi z repom pritrdijo na specifične receptorje na površini gostiteljske celice, v primeru bakteriofagov so to vedno bakterije. Ta vezava povzroči sprostitev molekule DNK v notranjost celice. Vezava na gostiteljske receptorje na bakteriofagnem repu »odpre« cev in zaradi razlike tlakov se molekula DNK iztisne iz kapside. Če so v gostiteljski celici prisotni osmoliti, ti povzročijo dodaten osmotski tlak znotraj kapside. Tako se sila sproščanja DNK uravnoteži z osmotskim tlakom, ki pa nasprotuje sproščanju DNK iz kapside. Osmotska sila, ki nasprotuje sproščanju DNK, deluje tako, da zniža hidracijske lastnosti DNK znotraj kapside. Sproščanje DNK se tako nadaljuje, dokler ni sila sproščanja enaka sili upora. Na tem mestu so si znanstveniki postavili vprašanje, ali je mogoče onemogočiti sproščanje DNK iz kapside samo z osmotskim tlakom. Za ta poskus so uporabili polietilen glikol (PEG), ki je osmolit, vendar je prevelika molekula, da bi prehajala iz kapside. Poskus je pokazal, da se s povečano koncentracijo neprehodnih osmolitov količina sproščenega DNK enakomerno manjša.
Dokazali so, da bakteriofag λ pasivno sprosti le 65 % svoje DNK pri osmotskem tlaku, ki ustreza 20 atm.
Na količino sproščene DNK prav tako vplivajo ioni. Polivalentni in divalentni ioni (npr. Mg2+) zmanjšajo odbojne sile med posameznimi deli molekule DNK in tako znižajo notranji tlak, ki ga zunanji osmotski tlak zato hitreje izenači. Medtem ko monovalentni ioni (npr. Na+) nimajo nobenega učinka.
Prav tako ima velik vpliv na zavirajoči osmotski tlak dolžina molekule DNK, saj že 20 % daljši genom (daljši genom povzroči večji tlak v kapsidi) podvoji osmotski tlak, ki je potreben za popolno zavoro.
Pomembno vlogo pri hitrosti sproščanja DNK ima tudi temperatura. Poskusi na bakteriofagu λ so pokazali, da se pri temperaturi 4 °C ni sprostilo nič DNK, pri temperaturi 15 °C se je večina genoma sprostila v 11 minutah, pri temperaturi 37 °C pa že v 1 minuti. Ta pojav si razlagajo tako, da ja kompleks bakteriofagnega repa in receptorja, ki tvori prehod za DNK, konformacijsko občutljiv na temperaturo. Lahko je v vsaj dveh konformacijah (oblikah): odprti in zaprti. Pri višji temperaturi je verjetneje, da bo konformacija odprta, kar pomeni, da je prehod odprt dlje časa in tako je večja tudi hitrost sproščanja DNK v gostitelja.
Tako so prišli do ugotovitve, da povečan notranji tlak ni edina gonilna sila, ki povzroča sproščanje DNK iz kapside.
Razvila se je nova teorija, ki se imenuje »push-pull«. Ta teorija pravi, da na začetku sproščanja DNK iz kapside potisne notranji tlak (bolj natančno razlika tlakov v celici in kapsidi), ostali del pa nato povlečejo encimi. Na prejšnjem primeru bakteriofaga λ razlika tlakov v kapsidi potisne v gostiteljsko celico 65 % vse DNK, ostalih 35 % pa iz kapside povlečejo encimi, katerih genski zapis nosi prednji del molekule DNK, ki je bila s pomočjo tlaka sproščena v celico. Kljub vsemu pa je za viruse še vseeno energetsko najugodnejši proces infekcije, pri katerem je gonilna sila visok notranji tlak.
Ta proces sproščanja virusne DNK velja za bakteriofage, ne pa za vse viruse.

## Pakiranje DNK v kapsido
Ko bakteriofag sprosti svojo DNK v gostiteljsko celico – bakterijo, ta začne izdelovati sestavne dele za nove bakteriofage. Izdeluje beljakovine, potrebne za sestavo kapside in ostalih delov, ter podvojuje virusno DNK. Deli se nato sestavijo znotraj bakterije, posebno zahteven del sestavljanja pa je pakiranje novonastale DNK v kapside.
Ker je molekula DNK veliko večja od same kapside, se mora zviti zelo na gosto. To delo opravlja močan molekularni motor, beljakovina, ki skupaj z drugimi virusnimi beljakovinami tvori luknjo v kapsidi virusa. Motor je sklopljen z molekulo DNK in rotorjem, ki se vrti ter potiska DNK v notranjost kapside. Energijo za svoje delovanje dobi s hidrolizo ATPja. Virusni molekularni motor velja za najmočnejši znani motor in če bi ga povečali na velikost avtomobilskega motorja, bi le-ta bil dovolj močan, da bi vzdignil 3 letalonosilke.
Prav tako imajo pri pakiranju DNK v kapsido veliko vlogo encimi terminaze, ki so odgovorni za specifično prepoznavanje virusne DNK in translokacije posameznega genoma v notranjosti kapside. Terminaza je pomembna za beljakovinski molekularni motor. Da se lahko začne učinkovito pakiranje DNK, mora biti pravilno sestavljen kompleks, ki to omogoča. Sestavljen je iz portalnega (vhodnega) obroča, molekularnega motorja in terminaze. Niti terminaze niti motor niso sestavni del zrelega virusa, saj se po končanem postopku pakiranja razgradijo.
Razni poskusi so pokazali, da je DNK v kapsidi urejena v obliki tako imenovanega inverznega klobčiča. Ta struktura je dobila tako ime zato, ker se virusna DNK zvija ravno obratno kot po navadi zvijamo klobčič. Navaden klobčič zvijamo od notranjosti navzven, medtem ko virus DNK v kapsido zvija od zunanjosti proti notranjosti. Zaradi takega zvijanja je DNK ob robovih zelo urejena in skoncentrirana, v sredini pa je skoraj prazen prostor.
Obstaja tudi Gilbertov model inverznega klobčiča. Ta model v osnovi predpostavlja, da ravnovesje dveh prispevkov prispeva h Gibbsovi prosti entalpiji sistema. Prispevka sta interakcijska energija med vijačnicami virusne DNK in elastična energija. In sicer je interakcijska energija med vijačnicami Coulombska interakcija, ki nastaja med negativno nabitimi deli vijačnic DNK in naboji v raztopini. Beljakovine, ki sestavljajo kapsido, niso popolnoma neprepustne, zato se v kapsidi virusa poleg molekule DNK nahajajo tudi voda in razni ioni, ki se vežejo na DNK in tako zmanjšanjo odbojne električne sile med zvito DNK. Pomembni so predvsem polivalenti ioni (ioni s presežkom dveh ali več protonov, npr. Mg2+). Prispevek elastične energije nam pove, kolikšna energija je potrebna, da se DNK ukrivi, saj je skupna dolžina molekule daljša, kot je velikost kapside.
V začetni fazi pakiranja, ko je kapsida še relativno prazna, je pomembnejši interakcijski člen, ki ohranja verigo DNK na določeni razdalji. Ko pa kapsida postaja vse bolj zapolnjena z virusno DNK in je na voljo vse manj prostora, pride do izraza prispevek elastične energije. V kapsidi pride do situacije, ko je za molekulo DNK energetsko veliko bolj ugodno, da se razdalja med vijačnicami zmanjša (poveča se Coulombska odbojna slia), kot pa da se DNK v bližini sredice kapside veliko bolj ukrivlja. Tako pridemo do stanja inverznega klobčiča, ko je ob robu DNK zelo zgoščena, blizu sredice kapside pa je praktično ni.
Ravnovesje med obema prispevkoma k Gibbsovi prosti entalpiji vodi do notranjega pritiska, ki znaša nekaj 10 atm, kar je enako notranji sili okoli 10 pN. Tlak 1 atm je 1 pN/nm2.
V prvih dveh tretjinah pakiranja se zato tlak počasi, vendar stalno veča, v zadnji tretjini pa zelo naraste, saj postane pomembnejši prispevek elastične energije.

## Bakteriofaško zdravljenje
Viruse so v preteklosti spoznavali predvsem po boleznih, ki jih povzročajo, saj so se raziskovalci zanimali predvsem za tiste viruse, ki so jih lahko prepoznali kot povzročitelje bolezni. Kljub temu pa so morali virologi že pred leti priznati, da obstaja v črevesju zdravega človeka in zdravih živali veliko število virusov, za katere še ni znana bolezen, ki bi jo le-ti povzročali. 
Taki virusi so na primer tudi bakteriofagi, ki napadajo izključno bakterije, ki pa so lahko za človeka ali žival zelo škodljive. Zamisel o zdravljenju bakterijskih bolezni (npr. griže) se je tako pojavila že proti koncu 19. stoletja, vendar je zamrla z odkritjem antibiotikov v tridesetih letih dvajestega stoletja. Dandanes je zamisel znova postala aktualna, saj se pojavlja vse več proti antibiotikom odpornih bakterij.